# روباه کسومل
روباه کسومل (نام علمی: Cozumel fox) نام یک گونه از سرده دم‌دارسگ است.